# Adolf August Hermann von Buchwald
Adolf August Hermann von Buchwald (* 9. Oktober 1845 in Lehsen; † 9. Januar 1913 in Leipzig) war ein deutscher Jurist, Richter und Senatspräsident am Reichsgericht.

## Leben
Hermann von Buchwald war der Sohn eines Gutsbesitzers und besuchte das Gymnasium Fridericianum Schwerin bis 1865. In dieser Zeit war er Mitarbeiter bei Karl Bartsch für dessen Sagen- und Märchensammlung. Er studierte in Heidelberg. 1869 wurde der Mecklenburger vereidigt und kam als Auditor an das Amt in Schwerin. 1871 bestand er sein Richterexamen und im nächsten Jahr kam er an das Amt in Hagenow. 1874 kam er als Hilfsarbeiter in die Justizkanzlei Schwerin. 1875 wurde er Justizrat in der Justizkanzlei entweder in Güstrow oder Schwerin, 1879 Landgerichtsdirektor. 1888 kam er mit 43 Jahren an das Reichsgericht. 1902 wurde er auf Vorschlag des Reichsjustizamts zum Senatspräsidenten ernannt. Er war lange Jahre im III. Zivilsenat tätig. 1912 wurde er als Wirklicher Geheimrat mit dem Titel Exzellenz geehrt. Am 1. Juli 1912 trat er in den Ruhestand. Sein Nachfolger wurde Eugen Meyn.
Er war seit Juni 1880 verheiratet mit der aus Dublin stammenden Emilie Geraldine, geb. Manders (* 1846).

## Auszeichnungen
- Roter Adlerorden, 2. Klasse mit Stern und Eichenlaub[3]
- Königlicher Kronen-Orden (Preußen), 2. Klasse mit Stern
- Hausorden der Wendischen Krone, Großkomtur
- Greifenorden, Komtur